# كالفين هارتلي
كالفين هارتلي (بالإنجليزية: Calvin Hartley)‏ هو نبال جنوب أفريقي، ولد في 15 أبريل 1988.

## وصلات خارجية
- كالفين هارتلي على موقع أوليمبيديا (الإنجليزية)